# Kenneth Cameron
Kenneth Donald Cameron (29 de novembro de 1949) é um aposentado aviador naval, piloto de testes, engenheiro, oficial do Corpo de Fuzileiros Navais dos Estados Unidos e astronauta da NASA.